# Michael Woolworth
Michael Woolworth, né le 7 août 1960 à Augusta dans le Maine, est un Imprimeur et éditeur d’art d’origine américaine installé à Paris. Il produit des éditions originales avec des artistes contemporains. Son atelier se spécialise dans les techniques d’impression exclusivement sur des presses manuelles : lithographies, bois gravés, monotypes, linogravures, eaux-fortes, etc.

## Biographie
Michael Woolworth arrive à Paris en 1979, où il commence à travailler avec Franck Bordas (petit-fils du lithographe Fernand Mourlot), qui venait d’établir un atelier de lithographie. Il y travaille pendant six années avec des artistes tels que Gilles Aillaud, Jorge Camacho, Henri Cueco, Erró, Daniel Pommereulle, Jean Messagier, Hervé Di Rosa, François Boisrond, Roberto Matta et Jean Dubuffet.

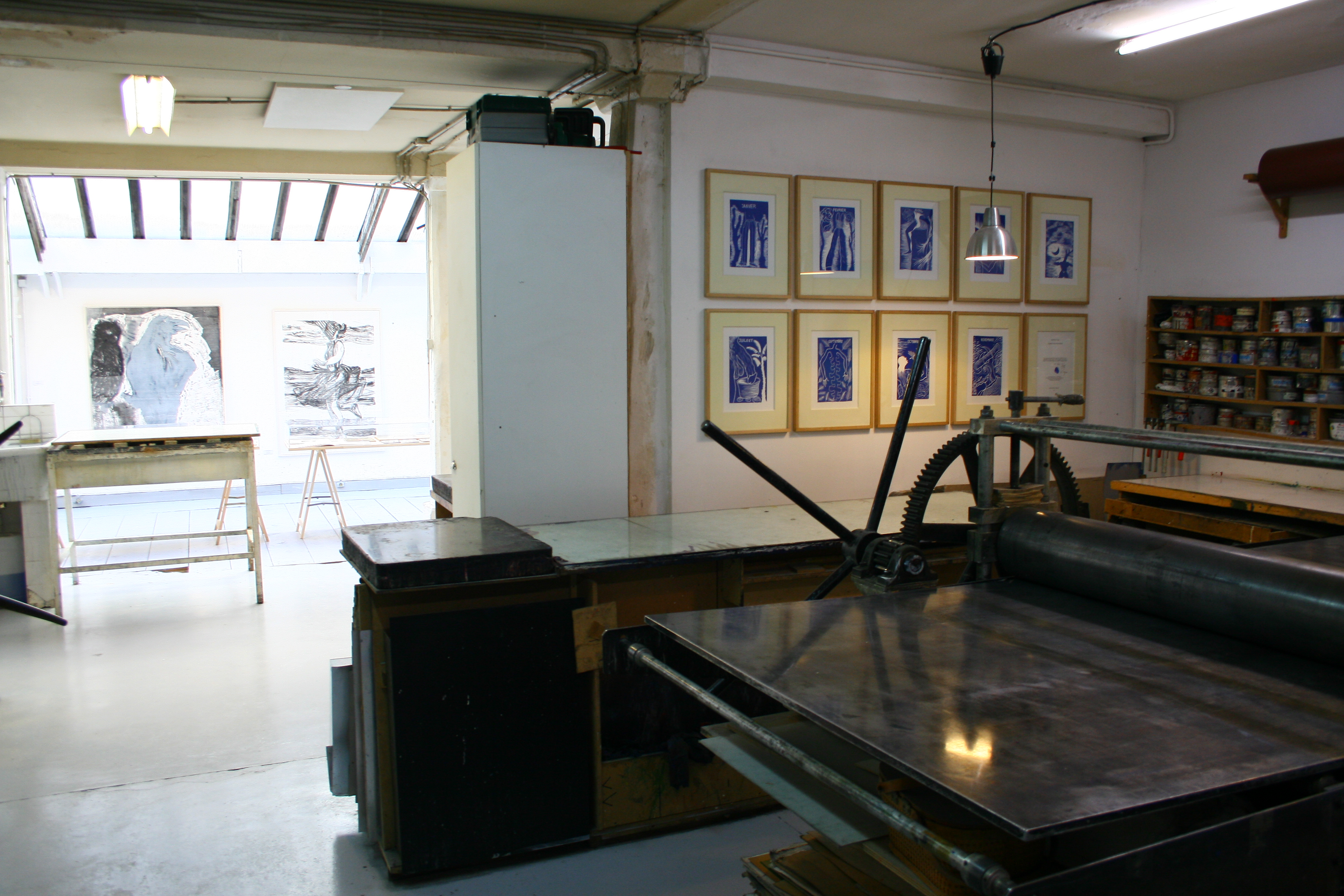
Atelier de Michael Woolworth.

Il ouvre son propre atelier parisien, Michael Woolworth Publications,, en 1985 avec un immense projet avec Matta, rassemblant 90 scènes inspirées par Don Quichotte. Il commence ensuite des collaborations avec Daniel Pommereulle et Jorge Camacho, ainsi qu’avec des artistes espagnols — en particulier José Maria Sicilia, avec lequel il se lance dans une collaboration de plus de 200 éditions. Avec lui, il crée en 2004 un « tapis » en lithographie sur 84 pièces de plâtre de 3 m × 9 m, pour une exposition d’art contemporain au Louvre. 
Depuis 2003, il a entamé un grand nombre de projets importants avec l’Américain Jim Dine, avec qui il réalise plusieurs grandes planches ainsi que deux livres en lithographie sur Pinocchio.

### Distinctions
En 2011, Michael Woolworth a été nommé chevalier dans l'ordre des Arts et des Lettres, ainsi que le titre de Maître d'art par l'État français[réf. nécessaire].

## Artistes édités

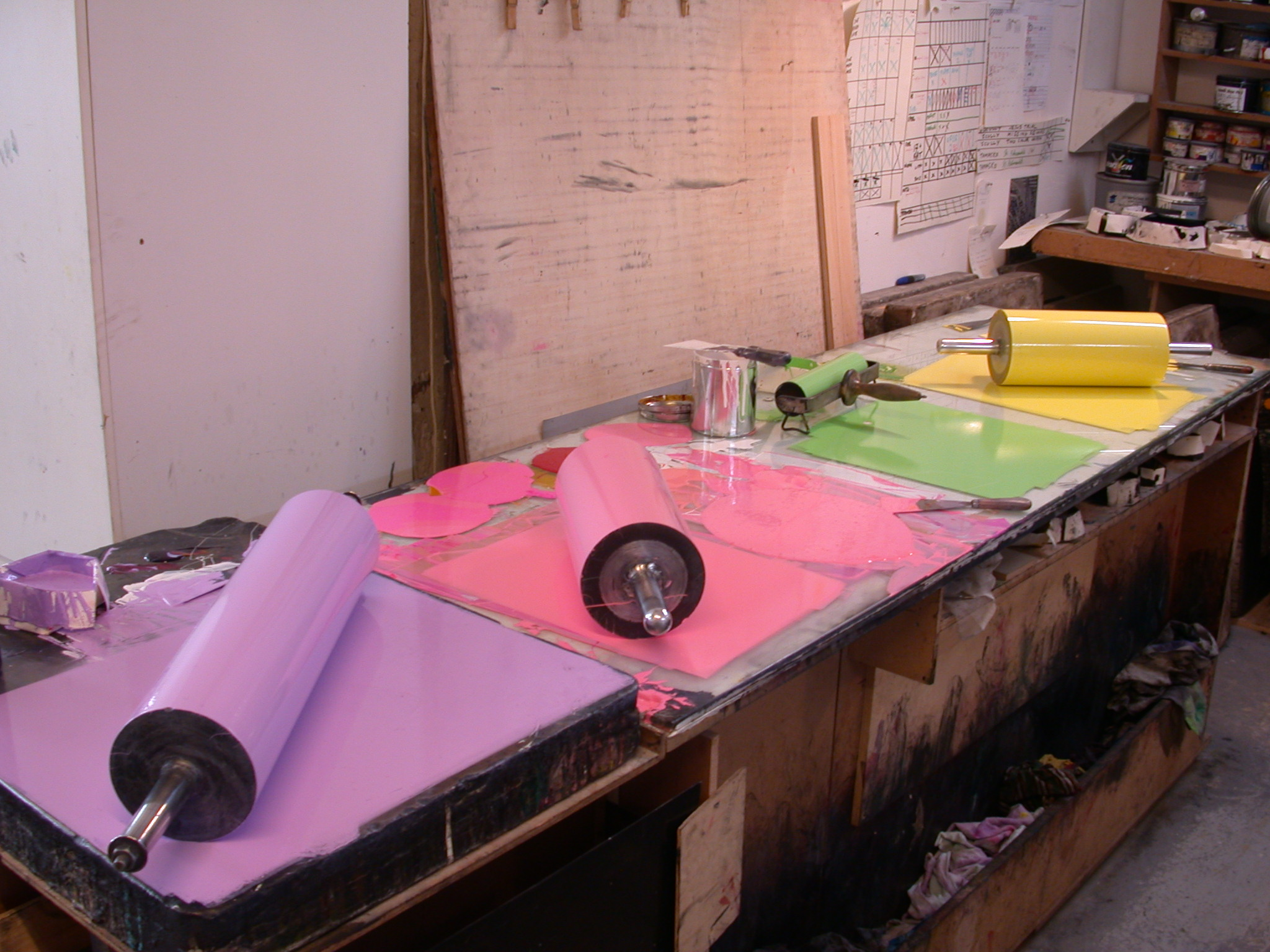
Rouleaux encreurs.

- Arman
- Rémi Blanchard
- Stéphane Bordarier
- José Manuel Broto
- Jorge Camacho
- Miguel Ángel Campano
- Vincent Corpet
- Gunter Damisch
- Mélanie Delattre-Vogt
- Marc Desgrandchamps
- Jim Dine
- Günther Förg
- Richard Gorman
- Marie-Ange Guilleminot
- Yuri Kuper
- Bertrand Lavier
- Frédérique Loutz
- Frédérique Lucien
- Mirkä Lugosi
- Pierre Mabille
- William MacKendree (en)
- Maude Maris
- Roberto Matta
- Jean-François Maurige
- Jean-Michel Othoniel
- A.R. Penck
- Stéphane Pencréac'h
- Jaume Plensa
- Jean-Pierre Pincemin
- Sean Scully
- José Maria Sicilia
- Djamel Tatah
- Barthélémy Toguo
- Claude Yvel
- Otto Zitko

## Collections
- Bibliothèque nationale de France
- Centre national d'art et de culture Georges-Pompidou
- Fonds national d'art contemporain
- Museum of Modern Art, New York
- New York Public Library
- Musée des beaux-arts de Boston
- Brooklyn Museum
- Musée national centre d'art reine Sofía
- National Museum of Australia, Canberra
- University of Leipzig Library
- Académie des beaux-arts de Vienne
- Centre de la Gravure et de l'Image imprimée, La Louvière, Belgique
- Kyoto Art Museum, Japon

## Expositions
- 2011
  - Marc Desgrandchamps, Musée d'art moderne de la ville de Paris
  - Djamel Tatah, Château de Chambord
  - « Anders », projet avec Frédérique Loutz à partir des contes de Hans Christian Andersen, avec poèmes par Ernesto Castillo, atelier Michael Woolworth
  - École d'arts plastiques de Châtellerault[4]
- 2010
  - Jim Dine à l'atelier Woolworth. Lancement du livre Donkey in the Sea Before Us, publié par l'atelier avec lithographies et poésie originale par Dine
- 2009
  - « Pinocchio de Jim Dine », musée d'art moderne de Boras, Suède
  - « La Force de l'art 02 », grande installation de Frédérique Loutz au Grand Palais avec le projet Fèdre et un papier peint produit par l'atelier, Paris
- 2008
  - « 5 / 5: Loud and Clear », librairie Saint-Hubert, Bruxelles - Vincent Corpet, Marc Desgrandchamps, Frédérique Loutz, Stéphane Pencréac'h, Djamel Tatah
  - Lithographie par A.R. Penck créée pour le musée d'art moderne de la ville de Paris
- 2007
  - Vitrine par Djamel Tatah, Centre Georges Pompidou, en conjonction avec l'exposition « Airs de Paris »
  - « L'Odyssée de Jim Dine », musée des Beaux-Arts de Caen, France
- 2006
  - « Jim Dine's Pinocchio », New York Public Library
  - « Peinture et poésie : le dialogue par le livre », New York Public Library
  - Livre d'artiste Impromptu par José Maria Sicilia, avec poèmes par Jacques Dupin
- 2005
  - « Jim Dine. Plants and Tools », galerie Alan Cristea, Londres
- 2004
  - J« Jim Dine's Garden », Pace Prints, New York
  - « Contrepoint », installation par José Maria Sicilia, musée du Louvre, Paris